# Nixson Anak Kennedy
Nixson Anak Kennedy  (* 26. Januar 1995 in Sarawak) ist ein malaysischer Leichtathlet, der sich auf den Sprint spezialisiert hat.

## Sportliche Laufbahn
Erste internationale Erfahrungen sammelte Nixson Anak Kennedy bei den Südostasienspielen in Singapur, bei denen er mit 10,65 s in der ersten Runde über 100 Meter ausschied. 2017 nahm er an den Asienmeisterschaften in Bhubaneswar teil und belegte dort mit der malaysischen 4-mal-100-Meter-Staffel in 39,98 s Platz fünf. 2018 nahm er zum ersten Mal an den Commonwealth Games im australischen Gold Coast teil und belegte mit der malaysischen Staffel den siebten Platz. Ende August nahm er mit der Staffel erstmals an den Asienspielen in Jakarta teil und wurde dort im Finale disqualifiziert. Im Jahr darauf gewann er bei den Südostasienspielen in Capas mit der Staffel in 39,78 s die Silbermedaille hinter Thailand und gewann mit der gemischten 4-mal-100-Meter-Staffel in 42,40 s die Bronzemedaille hinter den Philippinen und Thailand.

## Persönliche Bestleistungen
- 100 Meter: 10,43 s (+0,8 m/s), 27. Juni 2017 in Jeongseon-eup